# أرسطوبولس الثالث
أرسطوبولس الثالث (53-36 قبل الميلاد) هو آخر نسل البيت الملكي الحشموني، شقيق زوجة هيرودوس الكبير مريمان الأولى، وحفيد هيركانوس الثاني وأرسطوبولس الثاني. كان مُفضلًا لدى الناس بسبب أصله النبيل ووسماته، وبالتالي أصبح موضع قلق بالنسبة لهيرودس، الذي سعى في البداية إلى تجاهله بالكامل عن طريق عزله من الكهنوت. لكن والدته ألكسندرا لجأت إلى كليوباترا ومارك أنطوني، اللذان أجبرا هيرودس على إعادة أرسطوبولس الثالث إلى منصب الكاهن الأعظم لبني إسرائيل.
وضع هيرودوس جواسيس لمراقبته ووالدته، وتعقب حركاتهم، قال المؤرخ اليهودي الروماني يوسيفوس فلافيوس أن هيرودس أراد قتله لكن بدون أن يبدو أنه القاتل، ولذلك أمر أحد الجنود بإغراقه أثناء الاستحمام في مسبح في أريحا خلال مأدبة نظمتها والدة أرسطوبولوس.